# Suzuki Jimny
Suzuki Jimny este un SUV mic produs de Suzuki, disponibil și în România, doar în versiunea de furgonetă cu două locuri, întrucât versiunea cu patru locuri nu se mai vinde deoarece nu mai respectă emisiile de CO2.